# Kari-Pekka Klinga
Kari-Pekka Klinga (Helsinki, 30 marzo 1963) è un ex cestista finlandese.

## Carriera
Con la Finlandia ha disputato i Campionati europei del 1995.

## Palmarès

### Squadra
- Campionato finlandese: 6

ToPo Helsinki: 1980-81, 1982-83, 1985-86, 1995-96, 1996-97, 1997-98

### Individuale
- Korisliiga MVP: 2

ToPo Helsinki: 1992-93, 1994-95